# بيتر بيشوف
بيتر بيشوف (بالألمانية: Peter Bischoff)‏ هو متسابق يخت ألماني، ولد في 1904، وتوفي في 1 يوليو 1976 في هامبورغ في ألمانيا.

## وصلات خارجية
- بيتر بيشوف على موقع الاتحاد الدولي للملاحة الشراعية (موقع جديد) (الإنجليزية)
- بيتر بيشوف على موقع الاتحاد الدولي للملاحة الشراعية (موقع قديم) (الإنجليزية)
- بيتر بيشوف على موقع اللجنة الأولمبية الدولية (الإنجليزية)
- بيتر بيشوف على موقع أوليمبيديا (الإنجليزية)